# Burgstall Frohnberg
Der Burgstall Frohnberg ist eine abgegangene mittelalterliche Höhenburg auf dem Frohnberg 2000 Meter südsüdwestlich der Kirche von Frohnhof, einem Ortsteil des Marktes Hahnbach im Landkreis Amberg-Sulzbach in Bayern.
Die Burg gehört zu den größten Befestigungsanlagen Nordostbayerns. Die Anlage wird als Bodendenkmal unter der Aktennummer D-3-6436-0001 im Bayernatlas als „vorgeschichtliche Höhensiedlung, frühmittelalterliche Höhensiedlung mit Ringwall, hochmittelalterlicher Burgstall“ geführt. 
Die vermutlich karolingische Wallanlage diente wahrscheinlich zur Bewachung des oberen Vilstales.
Die Wallanlage auf einer Fläche von etwa acht Hektar wurde im Westen durch drei Abschnittswälle unterteilt und durch einen etwa 750 mal 130 Meter großen Ringwall geschützt. Heute zeigt der Burgstall nur noch Wall- und Grabenreste. Ab 1270 wurde Burgfläche bereits landwirtschaftlich genutzt.